# Psi (Buchstabe)
Das Psi (griechisches Neutrum ψεῖ pseî, später auch ψῖ psî, neugriechisches Neutrum Ψι; Majuskel Ψ, Minuskel ψ) ist der 23. Buchstabe des griechischen Alphabets und hat nach dem milesischen Prinzip den Zahlwert 700.

## Verwendung
Mathematik
In der Mathematik bezeichnet Ψ

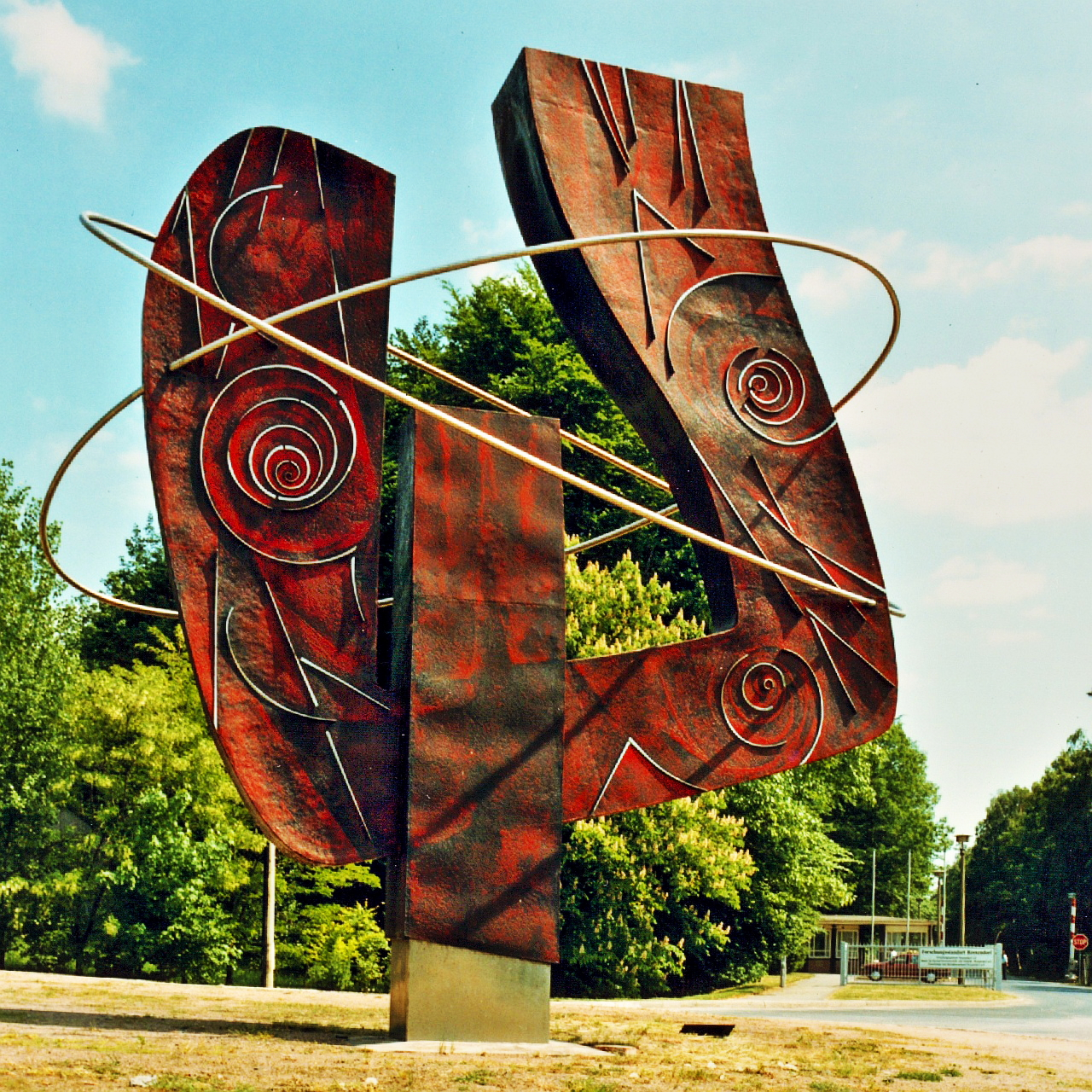
Künstlerisches Ψ als Metallplastik mit dem Titel Gebändigte Kraft von Achim Kühn am Forschungsstandort Rossendorf, entstanden 1985

- eine besondere Schaltfunktion, siehe Psi-Operator

und ψ
- die Dedekindsche Psi-Funktion
- die Digammafunktion (auch Gaußsche Psi-Funktion)
- die zweite Tschebyschow-Funktion
- den Verallgemeinerten Logarithmus

Physik und Chemie
- In der Physik und Elektrotechnik ist Ψ das Formelzeichen des elektrischen Flusses oder der Flussverkettung/Verkettungsfluss
- In der Quantenmechanik bezeichnet ψ das Formelzeichen einer Wellenfunktion
- In der Chemie und Physik ist ψ das Formelzeichen für das Volumenverhältnis als Gehaltsgröße
- In der Teilchenphysik ist ψ der Name einer Gruppe von Mesonen, deren niedrigster Zustand heißt J/ψ

Technik
- In der Bauphysik steht ψ für den längenbezogenen Wärmedurchgangs-/Wärmebrückenverlust-Koeffizient; Einheit W/(m K)
- In der Hydrologie ist Ψ das Zeichen für den Abflussbeiwert
- In der Tragwerksplanung bezeichnet ψ die Kombinationsbeiwerte
- In der Tribologie ist ψ das Zeichen für das relative Lagerspiel

Biologie
- In der Bioinformatik bezeichnet ψ den Torsionswinkel zwischen N − Cα − C' − N im Proteinrückgrat, siehe auch Ramachandran-Plot
- In der Genetik steht Ψ für ein Pseudogen
- In der Molekularbiologie wird Ψ als Symbol für die in tRNA vorkommende Base Pseudouridin verwendet
- In der Pflanzenphysiologie wird mit Ψ oder ψ das Wasserpotential bezeichnet

Sonstiges
- Auch in der Kunst taucht Ψ als Grundform auf, möglicherweise in Anlehnung an das Formelzeichen für die Wellenfunktion der Quantenmechanik (siehe Bild)
- Ψ ist ein Symbol für Psychologie und Parapsychologie
- In theologischen Kontexten ist ψ ein Symbol für Psalm